# Sant Julià de Lòria
Sant Julià de Lòria è un comune di Andorra, il più meridionale del Paese, ai confini con la Catalogna con 9 706 abitanti (dato del 2010).
I suoi abitanti si chiamano lauredians. La festa patronale è il 7 gennaio, la festa major l'ultima domenica di luglio.
Nel centro abitato si trova la sede dell'Università di Andorra.

## Geografia antropica

### Frazioni
Frazioni comunali sono:
- Aixirivall
- Aixovall
- Auvinyà
- Bissisarri
- Certers
- Fontaneda
- Juberri
- Llumeneres
- Nagol

## Società

### Evoluzione demografica
Abitanti censiti

## Politica
Gli interessi della parrocchia sono al centro dell'attività del partito politico conservatore Unione Laurediana, il quale fin dalla sua fondazione vi ha ottenuto consensi maggioritari.